# Emergency Quota Act
L'Emergency Quota Act (anche noto come Emergency Immigration Act of 1921 o Per Centum Law) fu una legge degli Stati Uniti d'America mirante a ridurre le quote di immigrazione provenienti dall'Europa (in particolare dai paesi mediterranei e slavi).
Tale legge regolò, con qualche modifica successiva, l'immigrazione europea verso gli Stati Uniti fino alla fine degli anni '60.

## Descrizione

### Storia
Fino allo scoppio della prima guerra mondiale l'immigrazione verso gli Stati Uniti andò aumentando costantemente (si giunse a 1,4 milioni di immigrati ammessi annualmente nel 1913 e 1914, con un incremento netto della popolazione nazionale per il saldo migratorio di quasi 800 mila persone). Dopo la pausa dovuta alla Grande Guerra, nel 1920 l'immigrazione ricominciò in maniera copiosa e già nei mesi successivi si iniziò a pensare a dei provvedimenti specifici. La legge fu proposta dal rappresentante repubblicano Albert Johnson e fortemente appoggiata dall'allora presidente Warren G. Harding, venendo approvata a livello bipartisan.

### Descrizione
Pensata come legge temporanea, si rivelò fondamentale nel definire tutte le politiche per l'immigrazione successive, grazie all'introduzione di due elementi nuovi: i limiti numerici per gli immigrati da accettare annualmente e l'uso di un sistema di quote per determinare tali limiti (che sarebbe divenuta nota come "National Origins Formula").
Il concetto principale della legge era la limitazione del numero di immigrati nuovi da ogni paese pari al massimo al 3% dei residenti negli Stati Uniti provenienti da quel paese stesso. Per il numero di residenti da ogni paese ci si basò all'inizio sul censimento del 1910.
Con questa legge si riuscì a passare da 805.228 immigrati ammessi dalle nazioni europee nel 1921 a 309.556 nel 1922, con una particolare diminuzione nei paesi mediterranei e slavi.
La legge fu modificata e resa ancor più restrittiva nel 1924 (quote per nazione dal 3% al 2% e riferimento addirittura al censimento del 1890) e nel 1952.

### La "National Origins Formula"
La "National Origins Formula" fu usata dal 1921 al 1965 per calcolare quanti immigrati di ogni nazionalità dovessero essere ammessi negli Stati Uniti. Essa aveva lo scopo di preservare la proporzione delle varie etnie e nazionalità presenti negli Stati Uniti

### Statistiche
Questi sono i dati dei residenti negli Stati Uniti e gli immigrati ammessi (si riportano solo le nazionalità che componevano almeno il 2% della popolazione bianca degli Stati Uniti al 1920):
| Paese di origine (solo quelli interessati dalla legge) | Residenti bianchi al 1920 negli Stati Uniti | Residenti bianchi al 1920 negli Stati Uniti | Immigrati ammessi nel 1922 | Immigrati ammessi nel 1922 | Immigrati ammessi nel 1925 (Immigration Act of 1924) | Immigrati ammessi nel 1925 (Immigration Act of 1924) |
| Paese di origine (solo quelli interessati dalla legge) | Residenti                                   | Percentuale                                 | Immigrati ammessi          | Percentuale                | Immigrati ammessi                                    | Percentuali                                          |
| ------------------------------------------------------ | ------------------------------------------- | ------------------------------------------- | -------------------------- | -------------------------- | ---------------------------------------------------- | ---------------------------------------------------- |
| TOTALE:                                                | 89.506.558                                  | 100%                                        | 357.803                    | 100%                       | 164.667                                              | 100%                                                 |
| Regno Unito                                            | 39.216.333                                  | 41,36%                                      | 77.342                     | 21,62%                     | 34.007                                               | 20,65%                                               |
| Germania                                               | 15.488.615                                  | 16,33%                                      | 67.607                     | 18,9%                      | 51.227                                               | 31,11%                                               |
| Irlanda                                                | 10.653.334                                  | 11,24%                                      | [ 11 ]                     |                            | 28.567                                               | 17,35%                                               |
| Polonia                                                | 3.892.796                                   | 4,11%                                       | 31.146                     | 8,7%                       | 5.982                                                | 3,63%                                                |
| Italia                                                 | 3.462.271                                   | 3,65%                                       | 42.057                     | 11,75%                     | 3.854                                                | 2,34%                                                |
| Svezia                                                 | 1.977.234                                   | 2,09%                                       | 20.042                     | 5,6%                       | 9.561                                                | 5,81%                                                |